# Philicorda
Philicorda var en elorgel som började produceras på 1960-talet av Philips. Det var Philips första modell inom musikinstrument och som riktades för användning i hemmet.

## Historia
Philicordaorgeln skapades i Philips laboratorium (Philips Natuurkundig Laboratorium) i Eindhoven, av Tom Dissevelt och Dick Raaijmakers, som jobbade med elektronisk musik och elektroniska instrument. Det var där som den första prototypen av modellen AG7400 var tillverkad.

## Modeller under 1960-talet

### AG7400/AG7500/AG7600
AG7400 lanserades på marknaden 1961, en fyroktavig orgel med 49 tangenter. Vad som var ovanligt på den tiden var att instrumentet hade flera ljudingångar och utgångar. Med orgeln medföljde även en volympedal. Orgeln hade tre inställningar - orgel, orgel med bastangenter och enkelfingerackord. AG7400 hade ingen inbyggd högtalare.
I början av 1963 lanserades dess efterträdare, AG7500, officiellt som Philicorda. Ett flertal variationer på modellnamnet förekom bland annat för engelska (AG7500/11) och tyska marknaden (AG7500/22). Beläget under AG7500 var en rörförstärkare med högtalare.
AG7600, som lanserades kort efter, hade en separat förstärkare med högtalare och hade även inbyggt reverb.
AG7600 är förstärkar/högtalardelen med inbyggt fjäderreverb i botten. Själva orgelenheten heter AG7500 så en komplett AG7500 innehåller även AG7600 under själva orgeldelen samt benställning en pedal. Dessutom finns komp på 7" vinyl EP med olika komp 
"philicorda rhytm record"- Även en reklamskiva EP från Philips kom i Sverige "Göte Wilhelmsson och en Philicorda" med bl.a. "Girl from Ipanema".

### GM751/GM752/GM753
Philicorda GM751 (med olika landspecifika modellnamn som t.ex. 22GM751/22 för Tyskland) lanserades 1967. Några av orglarna hade både rör i försteget och transistorer, följt av 22GM752, där rören hade plockats bort, och där orgeln endast hade transistorer. En senare modell, GM753, lanserad i slutet av 1967, var designad för livescenen och hade även den endast transistorer.
Även om skillnaden på ljudet i de olika Philicordamodellerna var små, var Philicordas karaktäristiska varma ton, som producerades med hjälp av kalla katodröroscillatorer, konsekvent över åren.

### Enkelfingerackord
Varje Philicordamodell hade 17 förprogrammerade ackord (C - A7 - Dm - Eb - Em - F - D - G - E7 - Am - B - G7 - Cm - B9 - Gm - F7 - C7). Dock varierade tangenterna för ackorden mellan de olika modellerna.

### Tillverkning på licens
I slutet av 1960-talet tillverkades Philicorda 22GM753 i USA av orgeltillverkaren Penncrest, och var tillgänglig som en portabel orgel med vikbar klaviatur i färgerna blå eller svart, i motsats till den ursprungliga trädesignen i Europa.

## Modeller under 1970-talet
I början av 1970-talet lanserades GM754-serien. Instrumenten konstruerades då om, och de inbyggda högtalarna placerades längst ner på orgeln. Placeringen av de inbyggda enkelfingerackorden modifierades också, och skjutreglage istället för de roterande kontrollerna som modellerna innan haft. Ljudet förblev praktiskt taget oförändrat.
Philips introducerade även en serie med två manualer. Den första av dessa var GM760, som i stort sett var två stycken GM754, men nu hade orgeln blivit större och tyngre. 1975 släpptes modellen GM755, även den en större modell med två manualer. 1977 kom även GM761, en GM760 utrustad med kassettinspelare, så att orgelspelandet kunde spelas in. I slutet av 1970-talet försökte Philips få in en fot på den internationella marknaden med "PhilicordaRhythm"-serien med två manualer, som bestod av modellerna GM758 och GM762. Optiska modifikationer gjordes till dessa modeller, såsom borttagning av högtalarfönstren och metallytorna runt kontrollerna. Modellerna har en ljudgenerator och trummaskin som skickar förprogrammerade rytmer genom en sequencer. Volymen och tempot är också justerbara och start och synkroniseringsstart är möjliga. Efter dessa modeller slutade Philips produktion av orglar.

## Användning i popmusik
På 1960-talet användes Philicorda av band som The Monks, och på senare tid har intresset för orgeln åter väckts. Orgeln används bland annat av Nick Power i bandet The Coral och Norman Blake i bandet Teenage Fanclub. Philicordaorgeln används även på albumet 19 av Adele.
Orgeln används även av svenska musiker, bland annat av Marcus Olsson på albumet Högtryck av Ulf Lundell, och av gruppen Augustifamiljen. Kalle Gustafsson Jerneholm är en flitig användare av orgeln, både under sin tid i The Soundtrack Of Our Lives och i inspelningsstudion Svenska Grammofonstudion, som han driver. Även musikern och producenten Björn Olsson använder orgeln i sin studio.